# セザール賞
セザール賞 (フランス語: César du cinéma français) は、フランスにおける映画賞で、同国における米アカデミー賞にあたる。フランスの映画芸術技術アカデミー（Académie des arts et techniques du cinéma もしくは Académie des César）が主催する。
フランスでは演劇界のモリエール賞、音楽界のヴィクトワール・ドゥ・ラ・ムジーク賞と並んで、映画界で最も権威のある重要な賞とされる。

## 概要
1975年にジョルジュ・クラヴァンヌ (Georges Cravenne) によって、米アカデミー賞に匹敵する賞を導入してフランス映画の振興を図る目的で設立された。「セザール賞」という名前は、クラヴァンヌの友人であったフランスの彫刻家・セザール・バルダッチーニにちなんでおり、与えられるトロフィーはセザールの作品である。
映画芸術技術アカデミーの会員によって選出される。投票権者は約4,000人で、俳優や記者など12の職業分野から成る。12月に映画一覧のカタログが投票権者に送付され、1月にノミネートが発表される。ノミネート作品は1月にシャンゼリゼ通りのバルザック・シネマで上映される。
授賞式は毎年2月、前年公開された映画を対象にパリのサル・プレイエルで行われ、Canal+でテレビ放映される。
作品賞はプロデューサーと監督双方に与えられるが、2016年までは監督が監督賞を受賞した場合は作品賞はプロデューサーのみに与えられるシステムとなっていた。

## 賞
2014年現在、次の賞が授与されている。
- 最優秀作品賞
- 最優秀デビュー賞
- 欧州連合映画の最優秀作品賞
- 最優秀監督賞
- 主演男優賞
- 助演男優賞
- 有望男優賞
- 主演女優賞
- 助演女優賞
- 有望女優賞
- 外国映画賞
- 脚本賞
- 撮影賞
- 編集賞
- プロダクション・デザイナー賞
- 衣装デザイナー賞
- 作曲賞
- サウンド賞
- ドキュメンタリー賞
- アニメーション映画賞
- 名誉賞

## 最優秀作品賞
- 1976年（第1回）：『追想』（監督：ロベール・アンリコ）
- 1977年（第2回）：『パリの灯は遠く』（監督：ジョセフ・ロージー）
- 1978年（第3回）：『プロビデンス』（監督：アラン・レネ）
- 1979年（第4回）：『銀行』（監督：クリスチャン・ド・シャロンジェ）
- 1980年（第5回）：『テス』（監督：ロマン・ポランスキー）
- 1981年（第6回）：『終電車』（監督：フランソワ・トリュフォー）
- 1982年（第7回）：『人類創世』（監督：ジャン＝ジャック・アノー）
- 1983年（第8回）：『愛しきは、女/ラ・バランス』（監督：ボブ・スウェイム）
- 1984年（第9回）：『愛の記念に』（監督：モーリス・ピアラ）
- 1985年（第10回）：『フレンチ・コップス』（監督：クロード・ジディ）
- 1986年（第11回）：『赤ちゃんに乾杯!』（監督：コリーヌ・セロー）
- 1987年（第12回）：『テレーズ』（監督：アラン・カヴァリエ）
- 1988年（第13回）：『さよなら子供たち』（監督：ルイ・マル）
- 1989年（第14回）：『カミーユ・クローデル』（監督：ブリュノ・ニュイッテン）
- 1990年（第15回）：『美しすぎて』（監督：ベルトラン・ブリエ）
- 1991年（第16回）：『シラノ・ド・ベルジュラック』（監督：ジャン＝ポール・ラプノー）
- 1992年（第17回）：『めぐり逢う朝』（監督：アラン・コルノー）
- 1993年（第18回）：『野性の夜に』（監督：シリル・コラール）
- 1994年（第19回）：『スモーキング/ノースモーキング』（監督：アラン・レネ）
- 1995年（第20回）：『野性の葦』（監督：アンドレ・テシネ）
- 1996年（第21回）：『憎しみ』（監督：マチュー・カソヴィッツ）
- 1997年（第22回）：『リディキュール』（監督：パトリス・ルコント）
- 1998年（第23回）：『恋するシャンソン』（監督：アラン・レネ）
- 1999年（第24回）：『天使が見た夢』（監督：エリック・ゾンカ）
- 2000年（第25回）：『エステサロン/ヴィーナス・ビューティ』（監督：トニー・マーシャル）
- 2001年（第26回）：『ムッシュ・カステラの恋』（監督：アニエス・ジャウイ）
- 2002年（第27回）：『アメリ』（監督：ジャン＝ピエール・ジュネ）
- 2003年（第28回）：『戦場のピアニスト』（監督：ロマン・ポランスキー）
- 2004年（第29回）：『みなさん、さようなら』（監督：ドゥニ・アルカン）
- 2005年（第30回）：『身をかわして』（監督：アブデラティフ・ケシシュ）
- 2006年（第31回）：『真夜中のピアニスト』（監督：ジャック・オーディアール）
- 2007年（第32回）：『レディ・チャタレー』（監督：パスカル・フェラン）
- 2008年（第33回）：『クスクス粒の秘密』（監督：アブデラティフ・ケシシュ）
- 2009年（第34回）：『セラフィーヌの庭』（監督：マルタン・プロヴォスト）
- 2010年（第35回）：『預言者』（監督：ジャック・オーディアール）
- 2011年（第36回）：『神々と男たち』（監督：グザヴィエ・ボーヴォワ）
- 2012年（第37回）：『アーティスト』（監督：ミシェル・アザナヴィシウス）
- 2013年（第38回）：『愛、アムール』（監督：ミヒャエル・ハネケ）
- 2014年（第39回）：『不機嫌なママにメルシィ!（英語版）』（監督：ギヨーム・ガリエンヌ）
- 2015年（第40回）：『禁じられた歌声（英語版）』（監督：アブデラマン・シサコ）
- 2016年（第41回）：『FATIMA（英語版）』（監督：フィリップ・フォコン）
- 2017年（第42回）：『エル ELLE』（監督：ポール・バーホーベン）
- 2018年（第43回）：『BPM ビート・パー・ミニット』（監督：ロバン・カンピヨ）
- 2019年（第44回）：『ジュリアン』（監督：グザヴィエ・ルグラン）
- 2020年（第45回）：『レ・ミゼラブル』（監督：ラジ・リ）
- 2021年（第46回）：『ADIEU LES CONS』（監督：アルベール・デュポンテル）
- 2022年（第47回）：『幻滅』（監督：グザヴィエ・ジャノリ）
- 2023年（第48回）：『12日の殺人』（監督：ドミニク・モル）

## 最優秀監督賞
- 1976年（第1回）：ベルトラン・タヴェルニエ（『祭よ始まれ』）
- 1977年（第2回）：ジョセフ・ロージー（『パリの灯は遠く』）
- 1978年（第3回）：アラン・レネ（『プロビデンス』）
- 1979年（第4回）：クリスチャン・ド・シャロンジェ（『銀行』）
- 1980年（第5回）：ロマン・ポランスキー（『テス』）
- 1981年（第6回）：フランソワ・トリュフォー（『終電車』）
- 1982年（第7回）：ジャン＝ジャック・アノー（『人類創世』）
- 1983年（第8回）：アンジェイ・ワイダ（『ダントン』）
- 1984年（第9回）：エットレ・スコーラ（『ル・バル』）
- 1985年（第10回）：クロード・ジディ（『フレンチ・コップス』）
- 1986年（第11回）：ミシェル・ドヴィル（『ゲームの殺人』）
- 1987年（第12回）：アラン・カヴァリエ（『テレーズ』）
- 1988年（第13回）：ルイ・マル（『さよなら子供たち』）
- 1989年（第14回）：ジャン＝ジャック・アノー（『子熊物語』）
- 1990年（第15回）：ベルトラン・ブリエ（『美しすぎて』）
- 1991年（第16回）：ジャン＝ポール・ラプノー（『シラノ・ド・ベルジュラック』）
- 1992年（第17回）：アラン・コルノー（『めぐり逢う朝』）
- 1993年（第18回）：クロード・ソーテ（『愛を弾く女』）
- 1994年（第19回）：アラン・レネ（『スモーキング/ノースモーキング』）
- 1995年（第20回）：アンドレ・テシネ（『野性の葦』）
- 1996年（第21回）：クロード・ソーテ（『とまどい (映画)（フランス語版、英語版）』）
- 1997年（第22回）：ベルトラン・タヴェルニエ（『Capitaine Conan』）
- 1998年（第23回）：リュック・ベッソン（『フィフス・エレメント』）
- 1999年（第24回）：パトリス・シェロー（『愛する者よ、列車に乗れ』）
- 2000年（第25回）：トニー・マーシャル（『エステサロン/ヴィーナス・ビューティ』）
- 2001年（第26回）：ドミニク・モル（『ハリー、見知らぬ友人』）
- 2002年（第27回）：ジャン・ピエール・ジュネ（『アメリ』）
- 2003年（第28回）：ロマン・ポランスキー（『戦場のピアニスト』）
- 2004年（第29回）：ドゥニ・アルカン（『みなさん、さようなら』）
- 2005年（第30回）：アブデラティフ・ケシシュ（『身をかわして』）
- 2006年（第31回）：ジャック・オーディアール（『真夜中のピアニスト』）
- 2007年（第32回）：ギヨーム・カネ（『唇を閉ざせ』）
- 2008年（第33回）：アブデラティフ・ケシシュ（『クスクス粒の秘密』）
- 2009年（第34回）：ジャン＝フランソワ・リシェ（『ジャック・メスリーヌ フランスで社会の敵No.1と呼ばれた男』）
- 2010年（第35回）：ジャック・オーディアール（『預言者)』）
- 2011年（第36回）：ロマン・ポランスキー（『ゴーストライター』）
- 2012年（第37回）：ミシェル・アザナヴィシウス（『アーティスト』）
- 2013年（第38回）：ミヒャエル・ハネケ（『愛、アムール』）
- 2014年（第39回）：ロマン・ポランスキー（『毛皮のヴィーナス』）
- 2015年（第40回）：アブデラマン・シサコ（『禁じられた歌声（英語版）』）
- 2016年（第41回）：アルノー・デプレシャン（『あの頃エッフェル塔の下で』）
- 2017年（第42回）：グザヴィエ・ドラン（『たかが世界の終わり』）
- 2018年（第43回）：アルベール・デュポンテル（『天国でまた会おう』）
- 2019年（第44回）：ジャック・オーディアール（『ゴールデン・リバー』）
- 2020年（第45回）：ロマン・ポランスキー（『オフィサー・アンド・スパイ』）
- 2021年（第46回）：アルベール・デュポンテル（『ADIEU LES CONS』）
- 2022年（第47回）：レオス・カラックス（『アネット』）

## 最優秀主演男優賞
- 1976年（第1回）：フィリップ・ノワレ（『追想』）
- 1977年（第2回）：ミシェル・ガラブリュ（『判事と殺人者』）
- 1978年（第3回）：ジャン・ロシュフォール（『Le Crabe-tambour』)
- 1979年（第4回）：ミシェル・セロー（『Mr.レディ Mr.マダム』）
- 1980年（第5回）：クロード・ブラッスール（『La Guerre des polices』）
- 1981年（第6回）：ジェラール・ドパルデュー（『終電車』）
- 1982年（第7回）：ミシェル・セロー（『検察官』）
- 1983年（第8回）：フィリップ・レオタール（『愛しきは、女/ラ・バランス』）
- 1984年（第9回）：コリューシュ（『チャオ・パンタン』）
- 1985年（第10回）：アラン・ドロン（『真夜中のミラージュ』）
- 1986年（第11回）：クリストファー・ランバート（『サブウェイ』）
- 1987年（第12回）：ダニエル・オートゥイユ（『愛と宿命の泉 PART I/フロレット家のジャン』）
- 1988年（第13回）：リシャール・ボーランジェ（『フランスの思い出』）
- 1989年（第14回）：ジャン＝ポール・ベルモンド（『ライオンと呼ばれた男』）
- 1990年（第15回）：フィリップ・ノワレ（『素顔の貴婦人』）
- 1991年（第16回）：ジェラール・ドパルデュー（『シラノ・ド・ベルジュラック』）
- 1992年（第17回）：ジャック・デュトロン（『Van Gogh』）
- 1993年（第18回）：クロード・リッシュ（『Le Souper』）
- 1994年（第19回）：ピエール・アルディティ（『スモーキング/ノースモーキング』）
- 1995年（第20回）：ジェラール・ランヴァン（『Le Fils prefere』）
- 1996年（第21回）：ミシェル・セロー（『とまどい』）
- 1997年（第22回）：フィリップ・トレトン（『Capitaine Conan』）
- 1998年（第23回）：アンドレ・デュソリエ（『恋するシャンソン』）
- 1999年（第24回）：ジャック・ヴィルレ（『奇人たちの晩餐会』）
- 2000年（第25回）：ダニエル・オートゥイユ（『橋の上の娘』）
- 2001年（第26回）：セルジ・ロペス（『ハリー、見知らぬ友人』）
- 2002年（第27回）：ミシェル・ブーケ（『Comment j'ai tue mon pere』）
- 2003年（第28回）：エイドリアン・ブロディ（『戦場のピアニスト』）
- 2004年（第29回）：オマー・シャリフ（『イブラヒムおじさんとコーランの花たち』）
- 2005年（第30回）：マチュー・アマルリック（『キングス&クイーン』）
- 2006年（第31回）：ミシェル・ブーケ（『Le Promeneur du champ de Mars』）
- 2007年（第32回）：フランソワ・クリュゼ（『唇を閉ざせ』）
- 2008年（第33回）：マチュー・アマルリック（『潜水服は蝶の夢を見る』）
- 2009年（第34回）：ヴァンサン・カッセル（『ジャック・メスリーヌ フランスで社会の敵No.1と呼ばれた男』）
- 2010年（第35回）：タハール・ラヒム（『預言者』）
- 2011年（第36回）：エリック・エルモスニーノ（『ゲンスブールと女たち』）
- 2012年（第37回）：オマール・シー（『最強のふたり』）
- 2013年（第38回）：ジャン＝ルイ・トランティニャン（『愛、アムール』）
- 2014年（第39回）：ギヨーム・ガリエンヌ（『不機嫌なママにメルシィ!（英語版）』）
- 2015年（第40回）：ピエール・ニネ（『イヴ・サンローラン』）
- 2016年（第41回）：ヴァンサン・ランドン（『ティエリー・トグルドーの憂鬱』）
- 2017年（第42回）：ギャスパー・ウリエル（『たかが世界の終わり』）
- 2018年（第43回）：スワン・アルロー（『ブラッディ・ミルク』）
- 2019年（第44回）：アレックス・ルッツ（『ギイ』）
- 2020年（第45回）：ロシュディ・ゼム（『ダブル・サスペクツ』）
- 2021年（第46回）：サミ・ブアジラ（『Un fils』）
- 2022年（第47回）：ブノワ・マジメル（『愛する人に伝える言葉』）

## 最優秀主演女優賞
- 1976年（第1回）：ロミー・シュナイダー（『L'Important c'est d'aimer』）
- 1977年（第2回）：アニー・ジラルド（『Docteur Francoise Gailland』）
- 1978年（第3回）：シモーヌ・シニョレ（『これからの人生』）
- 1979年（第4回）：ロミー・シュナイダー（『ありふれた愛のストーリー』）
- 1980年（第5回）：ミュウ＝ミュウ（『夜よ、さようなら』）
- 1981年（第6回）：カトリーヌ・ドヌーヴ（『終電車』）
- 1982年（第7回）：イザベル・アジャーニ（『ポゼッション』）
- 1983年（第8回）：ナタリー・バイ（『愛しきは、女/ラ・バランス』）
- 1984年（第9回）：イザベル・アジャーニ（『殺意の夏』）
- 1985年（第10回）：サヴィーヌ・アゼマ（『田舎の日曜日』）
- 1986年（第11回）：サンドリーヌ・ボネール（『冬の旅』）
- 1987年（第12回）：サヴィーヌ・アゼマ（『メロ』）
- 1988年（第13回）：アネモーネ（『フランスの思い出』）
- 1989年（第14回）：イザベル・アジャーニ（『カミーユ・クローデル』）
- 1990年（第15回）：キャロル・ブーケ（『美しすぎて』）
- 1991年（第16回）：アンヌ・パリロー（『ニキータ』）
- 1992年（第17回）：ジャンヌ・モロー（『海を渡るジャンヌ』）
- 1993年（第18回）：カトリーヌ・ドヌーヴ（『インドシナ』）
- 1994年（第19回）：ジュリエット・ビノシュ（『トリコロール/青の愛』）
- 1995年（第20回）：イザベル・アジャーニ（『王妃マルゴ』）
- 1996年（第21回）：イザベル・ユペール（『沈黙の女/ロウフィールド館の惨劇』）
- 1997年（第22回）：ファニー・アルダン（『ペダル・ドゥース』）
- 1998年（第23回）：アリアンヌ・アスカリッド（『マルセイユの恋』）
- 1999年（第24回）：エロディ・ブシェーズ（『天使が見た夢』）
- 2000年（第25回）：カリン・ヴィアール（『Haut les coeurs !』）
- 2001年（第26回）：ドミニク・ブラン（『Stand-by』）
- 2002年（第27回）：エマニュエル・ドゥヴォス（『リード・マイ・リップス』）
- 2003年（第28回）：イザベル・カレ（『Se souvenir des belles choses』）
- 2004年（第29回）：シルヴィー・テステュー（『畏れ慄いて』）
- 2005年（第30回）：ヨランド・モロー（『Quand la mer monte...』）
- 2006年（第31回）：ナタリー・バイ（『Le Petit lieutenant』）
- 2007年（第32回）：マリナ・ハンズ（『レディ・チャタレー』）
- 2008年（第33回）：マリオン・コティヤール（『エディット・ピアフ〜愛の讃歌〜』）
- 2009年（第34回）：ヨランド・モロー (『セラフィーヌの庭』)
- 2010年（第35回）：イザベル・アジャーニ（『La Journée De La Jupe (Skirt Day)』）
- 2011年（第36回）：サラ・フォレスティエ (『戦争より愛のカンケイ』)
- 2012年（第37回）：ベレニス・ベジョ（『アーティスト』）
- 2013年（第38回）：エマニュエル・リヴァ（『愛、アムール』）
- 2014年（第39回）：サンドリーヌ・キベルラン（『9 Month Stretch』）
- 2015年（第40回）：アデル・エネル（『Love at First Fight』）
- 2016年（第41回）：カトリーヌ・フロ（『偉大なるマルグリット』）
- 2017年（第42回）：イザベル・ユペール（『エル　ELLE』）
- 2018年（第43回）：ジャンヌ・バリバール（『バルバラ　～セーヌの黒いバラ～』）
- 2019年（第44回）：レア・ドリュッケール（『ジュリアン』）
- 2020年（第45回）：アナイス・ドゥムースティエ（『アリスと市長』）
- 2021年（第46回）：ロール・カラミー（『セヴェンヌ山脈のアントワネット』）
- 2022年（第47回）：ヴァレリー・ルメルシェ（『ヴォイス・オブ・ラブ』）

## 最優秀外国映画賞
- 1976年（第1回）：『女の香り』（ディーノ・リージ） イタリア
- 1977年（第2回）：『あんなに愛しあったのに』（エットーレ・スコラ） イタリア
- 1978年（第3回）：『特別な一日』（エットーレ・スコラ） イタリア
- 1979年（第4回）：『木靴の樹』（エルマンノ・オルミ） イタリア
- 1980年（第5回）：『マンハッタン』（ウディ・アレン） アメリカ合衆国
- 1981年（第6回）：『影武者』（黒澤明） 日本
- 1982年（第7回）：『エレファント・マン』（デヴィッド・リンチ） イギリス
- 1983年（第8回）：『ビクター/ビクトリア』（ブレイク・エドワーズ） イギリス
- 1984年（第9回）：『ファニーとアレクサンデル』（イングマール・ベルイマン） スウェーデン
- 1985年（第10回）：『アマデウス』（ミロシュ・フォアマン） アメリカ合衆国
- 1986年（第11回）：『カイロの紫のバラ』（ウディ・アレン） アメリカ合衆国
- 1987年（第12回）：『薔薇の名前』（ジャン＝ジャック・アノー） ドイツ
- 1988年（第13回）：『ラストエンペラー』（ベルナルド・ベルトルッチ） イタリア
- 1989年（第14回）：『バグダッド・カフェ』（パーシー・アドロン） ドイツ
- 1990年（第15回）：『危険な関係』（スティーヴン・フリアーズ） アメリカ合衆国
- 1991年（第16回）：『いまを生きる』（ピーター・ウィアー） アメリカ合衆国
- 1992年（第17回）：『トト・ザ・ヒーロー』（ジャコ・ヴァン・ドルマル） ベルギー
- 1993年（第18回）：『ハイヒール』（ペドロ・アルモドーバル） スペイン
- 1994年（第19回）：『ピアノ・レッスン』（ジェーン・カンピオン） オーストラリア
- 1995年（第20回）：『フォー・ウェディング』（マイク・ニューウェル） イギリス
- 1996年（第21回）：『大地と自由』（ケン・ローチ） イギリス
- 1997年（第22回）：『奇跡の海』（ラース・フォン・トリアー） デンマーク
- 1998年（第23回）：『ブラス!』（マーク・ハーマン） イギリス
- 1999年（第24回）：『ライフ・イズ・ビューティフル』（ロベルト・ベニーニ） イタリア
- 2000年（第25回）：『オール・アバウト・マイ・マザー』（ペドロ・アルモドーバル） スペイン
- 2001年（第26回）：『花様年華』（ウォン・カーウァイ） 香港
- 2002年（第27回）：『マルホランド・ドライブ』（デヴィッド・リンチ） アメリカ合衆国
- 2003年（第28回）：『ボウリング・フォー・コロンバイン』（マイケル・ムーア） アメリカ合衆国
- 2004年（第29回）：『ミスティック・リバー』（クリント・イーストウッド） アメリカ合衆国
- 2005年（第30回）：『ロスト・イン・トランスレーション』（ソフィア・コッポラ） アメリカ合衆国
- 2006年（第31回）：『ミリオンダラー・ベイビー』（クリント・イーストウッド） アメリカ合衆国
- 2007年（第32回）：『リトル・ミス・サンシャイン』（ジョナサン・デイトン&ヴァレリー・ファリス） アメリカ合衆国
- 2008年（第33回）：『善き人のためのソナタ』（フロリアン・ヘンケル・フォン・ドナースマルク） ドイツ
- 2009年（第34回）：『戦場でワルツを』（アリ・フォルマン） イスラエル
- 2010年（第35回）：『グラン・トリノ』（クリント・イーストウッド） アメリカ合衆国
- 2011年（第36回）：『ソーシャル・ネットワーク』（デヴィッド・フィンチャー） アメリカ合衆国
- 2012年（第37回）：『別離』（アスガル・ファルハーディー） イラン
- 2013年（第38回）；『アルゴ』（ベン・アフレック） アメリカ合衆国
- 2014年（第39回）；『オーバー・ザ・ブルースカイ』（フェリックス・ヴァン・フルーニンゲン） ベルギー
- 2015年（第40回）；『Mommy/マミー』（グザヴィエ・ドラン） カナダ
- 2016年（第41回）：『バードマン あるいは（無知がもたらす予期せぬ奇跡）』（監督：アレハンドロ・ゴンサレス・イニャリトゥ） アメリカ合衆国
- 2017年（第42回）：『わたしは、ダニエル・ブレイク』（監督：ケン・ローチ） イギリス
- 2018年（第43回）：『ラブレス』（監督：アンドレイ・ズビャギンツェフ） ロシア
- 2019年（第44回）：『万引き家族』（監督：是枝裕和） 日本
- 2020年（第45回）：『パラサイト 半地下の家族』（監督：ポン・ジュノ） 韓国
- 2021年（第46回）：『アナザーラウンド』（監督：トマス・ヴィンターベア） デンマーク
- 2022年（第47回）：『ファーザー』（監督：フローリアン・ゼレール） イギリス

## 名誉セザール賞
- 1976年（第1回）：イングリッド・バーグマン、ダイアナ・ロス
- 1977年（第2回）：アンリ・ラングロワ、ジャック・タチ
- 1978年（第3回）：ルネ・ゴシニ
- 1979年（第4回）：マルセル・カルネ、シャルル・ヴァネル、ウォルト・ディズニー
- 1980年（第5回）：ピエール・ブロンベルジェ、ルイ・ド・フュネス、カーク・ダグラス
- 1981年（第6回）：マルセル・パニョル、アラン・レネ
- 1982年（第7回）：アンジェイ・ワイダ
- 1983年（第8回）：レイミュ
- 1984年（第9回）：ルネ・クレマン、ジョルジュ・ド・ボールガール
- 1985年（第10回）：クリスチャン＝ジャック、ダニエル・ダリュー
- 1986年（第11回）：モーリス・ジャール、ベティ・デイヴィス、クロード・ランズマン
- 1987年（第12回）：ジャン＝リュック・ゴダール
- 1988年（第13回）：セルジュ・シルベルマン
- 1989年（第14回）：ベルナール・ブリエ、ポール・グリモー
- 1990年（第15回）：ジェラール・フィリップ
- 1991年（第16回）：ジャン＝ピエール・オーモン、ソフィア・ローレン
- 1992年（第17回）：ミシェル・モルガン、シルヴェスター・スタローン
- 1993年（第18回）：ジャン・マレー、マルチェロ・マストロヤンニ、ジェラール・ウーリー
- 1994年（第19回）：ジャン・カメット
- 1995年（第20回）：ジャンヌ・モロー、グレゴリー・ペック、スティーブン・スピルバーグ
- 1996年（第21回）：ローレン・バコール、アンリ・ヴェルヌイユ
- 1997年（第22回）：シャルル・アズナヴール、アンディ・マクダウェル
- 1998年（第23回）：マイケル・ダグラス、クリント・イーストウッド、ジャン＝リュック・ゴダール
- 1999年（第24回）：ペドロ・アルモドバル、ジョニー・デップ、ジャン・ロシュフォール
- 2000年（第25回）：ジョジアーヌ・バラスコ、ジャン＝ピエール・レオ、マーティン・スコセッシ
- 2001年（第26回）：シャーロット・ランプリング、アニエス・ヴァルダ
- 2002年（第27回）：アヌーク・エーメ、ジェレミー・アイアンズ
- 2003年（第28回）：ベルナデット・ラフォン、スパイク・リー、メリル・ストリープ
- 2004年（第29回）：ミシュリーヌ・プレール
- 2005年（第30回）：ジャック・デュトロン、ウィル・スミス
- 2006年（第31回）：ヒュー・グラント、ピエール・リシャール
- 2007年（第32回）：ジュード・ロウ
- 2008年（第33回）：ジャンヌ・モロー、ロベルト・ベニーニ
- 2009年（第34回）：ダスティン・ホフマン
- 2010年（第35回）：ハリソン・フォード
- 2011年（第36回）：クエンティン・タランティーノ
- 2012年（第37回）：ケイト・ウィンスレット
- 2013年（第38回）：ケヴィン・コスナー
- 2014年（第39回）：スカーレット・ヨハンソン
- 2015年（第40回）：ショーン・ペン
- 2016年（第41回）：マイケル・ダグラス
- 2017年（第42回）：ジョージ・クルーニー
- 2018年（第43回）：ペネロペ・クルス
- 2019年（第44回）：ロバート・レッドフォード
- 2020年（第45回）：ブラッド・ピット（受賞拒否）
- 2021年（第46回）：ジョジアーヌ・バラスコ、ミシェル・ブラン、マリー・アン・チャゼル、クリスチャン・クラヴィエ、ジェラルド・ジュニョ、ティエリー・レルミット、ブルーノ・モイノット、ジャン＝ピエール・バクリ
- 2022年（第47回）：ケイト・ブランシェット

## 受賞記録
- 最多受賞
  - 『終電車』、『シラノ・ド・ベルジュラック』 - 10部門
- 最多ノミネート
  - 『終電車』、『シラノ・ド・ベルジュラック』、『アメリ』、『預言者』、『パリ警視庁:未成年保護部隊』、『カミーユ、ふたたび』、『幻滅』 - 13部門
- 主要5部門受賞作
  - 『終電車』 - 作品賞、監督賞(フランソワ・トリュフォー)、主演男優賞(ジェラール・ドパルデュー)、主演女優賞(カトリーヌ・ドヌーヴ)、脚本賞(フランソワ・トリュフォー、シュザンヌ・シフマン)
  - 『愛、アムール』 - 作品賞、監督賞(ミヒャエル・ハネケ)、主演男優賞(ジャン＝ルイ・トランティニャン)、主演女優賞(エマニュエル・リヴァ)、脚本賞(ミヒャエル・ハネケ)
- 主要4部門受賞作
  - 『美しすぎて』 - 作品賞、監督賞(ベルトラン・ブリエ)、主演女優賞(キャロル・ブーケ)、脚本賞(ベルトラン・ブリエ)
  - 『スモーキング/ノースモーキング』 - 作品賞、監督賞(アラン・レネ)、主演男優賞(ピエール・アルディティ)、脚本賞(アニエス・ジャウィ、ジャン＝ピエール・バクリ)
- 演技部門最多受賞作
  - 『王妃マルゴ』 - 主演女優賞(イザベル・アジャーニ)、助演男優賞(ジャン＝ユーグ・アングラード)、助演女優賞(ヴィルナ・リージ)
  - 『恋するシャンソン』 - 主演男優賞(アンドレ・デュソリエ)、助演男優賞(ジャン＝ピエール・バクリ)、助演女優賞(アニエス・ジャウィ)
- 演技部門多数受賞者
  - イザベル・アジャーニ - 主演女優賞5回
  - ナタリー・バイ - 主演女優賞2回、助演女優賞2回
  - ドミニク・ブラン - 主演女優賞1回、助演女優賞3回
  - ミシェル・セロー  - 主演男優賞3回
  - アンドレ・デュソリエ - 主演男優賞1回、助演男優賞2回
- 演技部門多数ノミネート
  - ジェラール・ドパルデュー - 16回
  - イザベル・ユペール - 14回
  - カトリーヌ・ドヌーヴ - 13回
  - ダニエル・オートゥイユ - 12回
  - ファブリス・ルキーニ、ミュウ＝ミュウ - 10回